# Glossotrophia tripolitana
Glossotrophia tripolitana är en fjärilsart som beskrevs av Turati 1929. Glossotrophia tripolitana ingår i släktet Glossotrophia och familjen mätare. Inga underarter finns listade i Catalogue of Life.